# Ananias
Ananias Elói Castro Monteiro, znany jako Ananias (ur. 20 stycznia 1989 w São Luís, zm. 28 listopada 2016 w La Unión) – brazylijski piłkarz występujący na pozycji napastnika.

## Życiorys

### Kariera klubowa
Ananias karierę rozpoczynał w 2008 w zespole EC Bahia. W 2011 został wypożyczony do Associação Portuguesa de Desportos, umowa do końca 2012. W 2013 podpisał kontrakt z Cruzeiro EC, skąd był wypożyczony do SE Palmeiras, Sport Club do Recife i Associação Chapecoense de Futebol. 11 grudnia 2015, ze skutkiem na 2016 podpisał kontrakt z Associação Chapecoense de Futebol. 

### Śmierć
28 listopada 2016 zginął w katastrofie samolotu LaMia Airlines 2933.

## Sukcesy

### Klubowe
EC Bahia
- Zdobywca drugiego miejsca w Campeonato Baiano: 2009, 2010

Associação Portuguesa de Desportos
- Zwycięzca Campeonato Brasileiro Série B: 2011

SE Palmeiras
- Zwycięzca Campeonato Brasileiro Série B: 2013

Sport Club do Recife
- Zwycięzca Copa do Nordeste: 2014
- Zwycięzca Campeonato Pernambucano: 2014

Associação Chapecoense de Futebol
- Zwycięzca Campeonato Catarinense: 2016
- Zwycięzca Copa Sudamericana: 2016 (pośmiertnie)[6]